# Diplazium flexuosum
Diplazium flexuosum är en majbräkenväxtart som först beskrevs av och som fick sitt nu gällande namn av Karel Presl.
Diplazium flexuosum ingår i släktet Diplazium och familjen Athyriaceae. Inga underarter finns listade i Catalogue of Life.